# Abdi-Asirta
Abdi-Asirta (en accadi 𒀵𒀀𒅆𒅕𒋫 Warad-Ašîrta) va ser un príncep d'Amurru que es coneix per les Cartes d'Amarna. Va viure cap a l'any 1350 aC.
Era un dirigent del territori d'Amurru que segurament era un «país descentralitzat» on hi havia diversos governs independents. Abdi-Asirta tenia influència entre els reietons, però no els governava directament. Abdi-Asirta es va enfrontar amb Rib-Hadda, rei de Biblos i aliat amb els egipcis, que tenia un governador a Zimirra, una ciutat de Fenícia i un gran centre de comerç. Ahribta el governador vassall de Rib-Hadda, es va revoltar contra Egipte i es va aliar amb Abdi-Asirta, que, en una guerra contra Biblos, va ocupar la ciutat, i també Batruna, Irqata i altres ciutats properes. Abdi-Asirta va matar diversos prínceps de la ciutat de Zimirra i va organitzar un intent d'assassinat de Rib-Hadda. Rib-Hadda es va queixar amargament al faraó Akhenaton, segons les Cartes d'Amarna, dels intents d'Abdi-Asirta d'alterar sistema de govern del territori. La mort d'Abdi-Asirta s'esmenta en una carta a Akhenaton. A Abdi-Asirta el va succeir el seu fill, Aziru, que més tard capturarà, exiliarà i probablement matarà a Rib-Hadda. Aziru es va posar després al costat dels hitites, i Egipte va perdre el control d'aquella província fronterera situada al nord d'Amurru, que Aziru controlava.